# Бракель, Казимир Христофор
барон Казимир Христофор фон Бракель (1686 — 29 декабря 1741 (8 января 1742)) — российский дипломат XVIII века, действительный тайный советник.

## Биография
1 февраля 1731 года Бракель, бывший к этому времени курляндским обер-ратом и имевший чин действительного тайного советника, был принят на русскую службу и отправлен полномочным министром в Данию. Выехав из Москвы 9 марта, вместе с племянником своим, кавалером посольства Христофором фон Мирбахом, Бракель 10 июля прибыл в Копенгаген и здесь успел довольно скоро уладить все недоразумения, возникшие между Россией и Данией при предшественнике его, А. Бестужеве-Рюмине.
В мае 1732 года, при содействии Бракеля, был заключен дружественный трактат между дворами датским и двумя императорскими (русским и германским). Вслед за тем Бракель добился от датского короля признания за русскими Государями императорского титула. В следующем году между Россией и Данией был заключен оборонительный союз, а в конце 1733 года Бракель ездил в Киль «уговаривать голштинского герцога, дабы он отстал от домогательств (касательно Шлезвига), на датский двор им чинимых». Но на этот раз Бракель потерпел неудачу. Не удалось ему также добиться от датского правительства, чтобы оно активно вмешалось в польские дела и поддержало Россию против Станислава Лещинского и Франции.
28 ноября 1734 года Бракель был назначен министром в Берлин и 26 января 1735 года выехал из Копенгагена к новому месту служения. Преемником его в Данию снова назначался А. Бестужев-Рюмин. В Берлине Бракель успешно поддерживал доброе согласие между Россией и Пруссией и, в том числе, в 1738 году уладил имущественные недоразумения, возникшие между Бироном и племянницами покойного курляндского герцога Фердинанда, маркграфиней бранденбургской и её двумя сёстрами.
В 1739 году ездил в Вену, с поручением успокоить австрийское правительство, недовольное тем, что Россия не послала в Трансильванию вспомогательный корпус против турок; в эту поездку Бракель заслужил расположение императора, который пожаловал ему свой портрет, богато осыпанный камнями. Во время Силезской войны положение Бракеля стало особенно затруднительным, так как Россия находилась в оборонительном союзе с обеими воюющими сторонами. По-видимому, на этот раз у него не хватило дипломатического искусства, и он вызвал неудовольствие короля.
Как эта причина, так и тяжкая болезнь вызвали отставку Бракеля от министерского звания и от службы (22 декабря 1741 года). Через несколько дней он скончался.